# Bořanovice
Bořanovice, Duits: Borschanowitz, is een Tsjechische gemeente in de regio Midden-Bohemen en maakt deel uit van het district Praha-východ. Bořanovice telde 950 inwoners op 1 januari 2024.

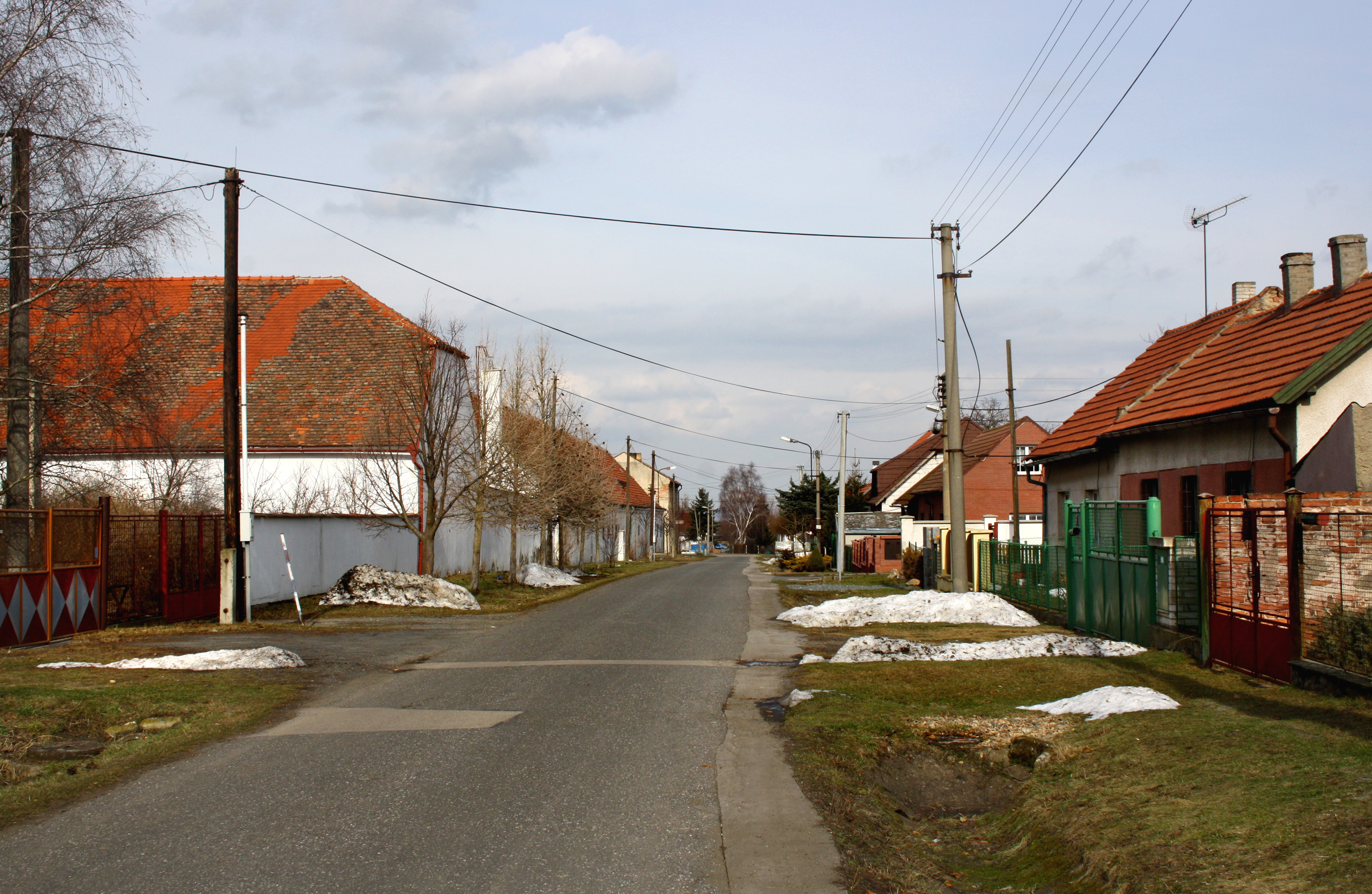

Babice ·
Bašť ·
Borek ·
Bořanovice ·
Brandýs nad Labem-Stará Boleslav ·
Brázdim ·
Březí ·
Čelákovice ·
Černé Voděrady ·
Čestlice ·
Dobročovice ·
Dobřejovice ·
Doubek ·
Dřevčice ·
Dřísy ·
Herink ·
Hlavenec ·
Horoušany ·
Hovorčovice ·
Hrusice ·
Husinec ·
Jenštejn ·
Jevany ·
Jirny ·
Kaliště ·
Kamenice ·
Káraný ·
Klecany ·
Klíčany ·
Klokočná ·
Konětopy ·
Konojedy ·
Kostelec nad Černými lesy ·
Kostelec u Křížků ·
Kostelní Hlavno ·
Kozojedy ·
Křenek ·
Křenice ·
Křížkový Újezdec ·
Kunice ·
Květnice ·
Lázně Toušeň ·
Lhota ·
Líbeznice ·
Louňovice ·
Máslovice ·
Měšice ·
Mirošovice ·
Mnichovice ·
Modletice ·
Mochov ·
Mratín ·
Mukařov ·
Nehvizdy ·
Nová Ves ·
Nový Vestec ·
Nučice ·
Nupaky ·
Odolena Voda ·
Oleška ·
Ondřejov ·
Oplany ·
Panenské Břežany ·
Pětihosty ·
Petříkov ·
Podolanka ·
Polerady ·
Popovičky ·
Prusice ·
Předboj ·
Přezletice ·
Radějovice ·
Radonice ·
Říčany ·
Sedlec ·
Senohraby ·
Sibřina ·
Sluhy ·
Sluštice ·
Strančice ·
Struhařov ·
Stříbrná Skalice ·
Sudovo Hlavno ·
Sulice ·
Svémyslice ·
Světice ·
Svojetice ·
Šestajovice ·
Škvorec ·
Štíhlice ·
Tehov ·
Tehovec ·
Úvaly ·
Veleň ·
Veliká Ves ·
Velké Popovice ·
Větrušice ·
Vlkančice ·
Vodochody ·
Všestary ·
Vyšehořovice ·
Výžerky ·
Vyžlovka ·
Zápy ·
Záryby ·
Zdiby ·
Zeleneč ·
Zlatá ·
Zlonín ·
Zvánovice